# Norbert Brodine

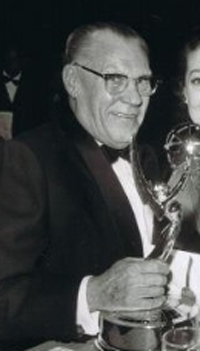
Norbert Brodine

Nortbert Brodine (St. Joseph, 16 december 1896 – Los Angeles, 28 februari 1970) was een Amerikaans fotograaf en cameraman.
Aanvankelijk werkte hij in een fotowinkel in Los Angeles en werd fotograaf tijdens de Eerste Wereldoorlog. Terug uit Europa werd hij setfotograaf, maar promoveerde al snel naar camera-assistent om dan uiteindelijk zelf cameraman te worden. In Hollywood werd hij voornamelijk bekend omwille dat hij een van de eerste was die op locatie ging filmen. Hij maakte z'n betere werk in de jaren 40 van de 20e eeuw voor 20th Century Fox. In de jaren vijftig is hij zich meer gaan toeleggen op televisiewerk. Hij veranderde zijn achternaam Brodin naar Brodine in 1930.